# Annales de la Société Entomologique de France
Annales de la Société Entomologique de France – francuskie, recenzowane czasopismo naukowe publikujące w zakresie entomologii.
Czasopismo to wydawane jest przez Taylor & Francis we współpracy z Société Entomologique de France. Ukazuje się od 1832 roku, przy czym od połączenia z Revue Française d’Entomologie i la Revue de Pathologie végétale et d’Entomologie agricole de France w 1965 wychodzi jako nowa seria (Nouvelle série). Wychodzi 6 razy w roku. Artykuły ukazują się w języku francuskim lub angielskim, przy czym abstrakty są napisane w obu językach. Publikuje oryginalne prace badawcze, krótkie doniesienia, krótkie prace przeglądowe i recenzje książek. Zakres tematyczny obejmuje systematykę, faunistykę, filogenezę, ekologię i biologię ewolucyjną owadów oraz entomologię rolną, weterynaryjną i medyczną.
W 2017 roku jego wskaźnik cytowań wyniósł 0,515.